# Grundform
Grundform är en grammatisk term för ett ord som inte är böjt. Grundform kan endast finnas hos ord som tillhör en böjlig ordklass och som därmed har ett paradigm. Grundformen är en av paradigmets ordformer. Den kallas ibland "den representerande formen". Den är oftast identisk med lexikonformen (lemmat), det vill säga den form som representerar lexemet i en ordbok.
För ord som deklineras är grundformen den form som står i nominativ singularis. Om ordet är adjektiviskt, det vill säga har genus som böjningskategori, står grundformen dessutom i maskulinum. Substantiv och pronomen kan dock ibland ha defekt paradigm och sakna denna form; då träder en böjd form in som ersättare. Exempel i svenskan är pluralia tantum (ord som endast finns i pluralis), till exempel kläder, samt reflexivpronomenet sig.
För verbens vidkommande fungerar infinitiven som grundform. Här finns dock undantag. Det finns språk som saknar infinitiv, till exempel bulgariskan. Då används i stället första person singularis presens. Samma form används också – trots att infinitiv finnes – i lexika för vissa andra språk, till exempel latin. I finska lexika har första person singularis presens använts som lemma, men har i moderna ordböcker ersatts av första infinitivens kortare form.